# Johannes Sturm

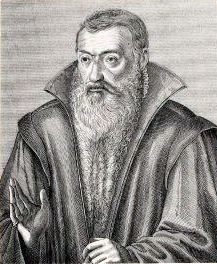
Johannes Sturm, porträtt av Jacob van der Heyden efter Tobias Stimmer.

Johannes Sturm, född 1507 i Schleiden i Eifel, död 1589 i närheten av Strassburg, var en av den protestantiska humanismens främsta skolmän.

## Biografi
Sturm var 1521-24 lärjunge vid hieronymianernas skola i Liège, studerade vid universitetet i Louvain och grundlade där tillsammans med en professor i grekiska ett tryckeri, varifrån de utgav latinska och grekiska arbeten. En tid studerade han vid Collège de France i Paris medicin och uppträdde som lärare där med talrikt besökta föreläsningar över Cicero och Demosthenes och även över dialektik samt lär därvid ha givit den unge Ramée de första uppslagen till hans reformer i logiken. Han slöt sig utan tvekan till de reformerta, men trädde i förbindelse även med lutheranerna, bland annat med Melanchthon, och antog 1537 kallelse till en professur i retorik och dialektik vid den protestantisk-teologiska fakulteten i Strassburg. På uppdrag av magistraten framlade han redan 1538 (i Ratschlag an die Schulherrn) förslag till en planmässig organisation av skolorna i staden, enligt vilket, efter mönstret av skolan i Liège, stadens tre latinskolor skulle förenas till en enda och utvidgades till ett sexklassigt gymnasium, varpå först den filosofiska och på denna den teologiska fakulteten omedelbart kunde byggas. Förslaget antogs, och Sturm utsågs till det blivande gymnasiets rektor. Redan samma år öppnades under hans ledning den nya läroanstalten, och i sitt program De literarum ludis recte aperiendis (1538) förordade Sturm planens ytterligare utvidgning, så att organisationen skulle omfatta en tvåårig förskola, ett åttaårigt gymnasium samt en femårig högskola. I sak blev även detta förslag antaget, och Sturm blev hela denna organisations ledare. Gymnasiet räknade efter någon tid över 600 lärjungar, och högskolan, där han föreläste i retorik och dialektik, fick 1567 rättighet att promovera baccalaurei och filosofie magistrar. Läroanstalten var ett humanistiskt gymnasium med de klassiska språkstudierna som det allt behärskande huvudämnet. 
Visserligen angav Sturm i studieplanen Epistolæ classicæ (1565) "pietas" (fromhet), "sapientia" (vishet, sakkunskap) och "eloquentia" (vältalighet) som det trefaldiga målet. Men kristendomskunskapen blev ej bättre tillgodosedd än vid dåtidens andra skolor, och med de reala ämnenas (sakkunskapens) tillgodoseende var det så klent beställt, att varken historia, geografi eller naturvetenskap förekom på läroplanen och att matematiken, som för baccalaureatexamens skull måste upptagas, försummades helt och hållet vid gymnasiet ända till 1566 och behandlades sedan så, att Sturm själv flera gånger klagade över det dåliga resultatet. Även grekiskan fick endast en andra plats vid sidan av latinstudierna, för vilka Sturm uppställde det oupphinneliga målet, att lärjungarna slutligen skulle kunna tävla med den romerska antikens egna representanter. Redan i den lägsta klassen började latinstudiet med deklinations- och konjugationsövningar och det metodiska inlärandet av "copia verborum" (rikedom av latinska ord och fraser). Vid slutet av sjätte skolåret förfogade lärjungarna över mer än 20 000 sådana ord, fraser och sentenser. Såväl vid undervisningen som utom lektionerna tillhölls lärjungarna att tala latin; i de högre klasserna var bruket av modersmålet strängt förbjudet. Färdigheten i det latinska språket eftersträvades, ej för att lärjungarna skulle tillgodogöra sig innehållet i den romerska litteraturen, utan i de lägre klasserna var grammatiken huvudsaken, i de högre retoriken, som även teoretiskt studerades. Genom "imitatio" (efterbildning) av Cicero skulle man nå till en verklig romersk vältalighet; detta var det ideal, för vilket Sturm var villig att offra allt annat. 
Stora förtjänster om skolväsendets utveckling inlade han emellertid genom den planmässiga klassundervisningen, genom de läroböcker han författade i flera ämnen och genom de förståndiga metoder, som han tillhöll sina lärare att använda. Intet fick läras utantill, som ej förut förklarats, och undervisningen skulle på alla stadier metodiskt gå från det lättare till det svårare, från det enkla till det sammansatta. Varje klass fick sitt bestämda pensum; vilket vid denna tid var en nyhet, och lärarna tillhölls att genom planmässiga repetitioner sörja för, att det inlärda fastnade i minnet. Sturms rykte sträckte sig långt utöver Strassburg. Många furstar inhämtade hans råd om reformer inom skolväsendet; på flera ställen i södra och västra Tyskland efterbildades Strassburgsgymnasiet. Men under senare år lät Sturm alltmera bruka sig i diplomatiska beskickningar och var långa tider borta från sin skola. Härpå led hans anseende inom skolvärlden. Länge hade han sökt medla mellan lutheranerna och de reformerta. Då på 1550-talet de förra fått överhand i Strassburg och hänsynslöst kämpade för sin renlärighet, tog Sturm de angripna i försvar. Därur utvecklade sig en strid, som fördes in även på skolans område och slutade med, att han 1581 avsattes, trots att han var utnämnd på livstid. Sina sista år tillbragte han på sin lilla lantgård utanför staden, bortglömd och under ekonomiska bekymmer. Men hans verk överlevde honom, och han har satt djupa spår i skolväsendets historia. Frans von Schéele skriver i Nordisk Familjebok: "Ännu i våra dagar är striden ej slut rörande hans idéer på gymnasieundervisningens område. Kvarlefvor af den verbalism, som utgjorde den Sturmska pedagogikens svaga sida, finnas nog ännu, men än längre skall det gagnande föredömet af hans fasta klassorganisation lefva kvar. Med all sin ensidighet är han dock en af de klassiska gestalterna i skolväsendets historia."